# Büchel (Eifel)

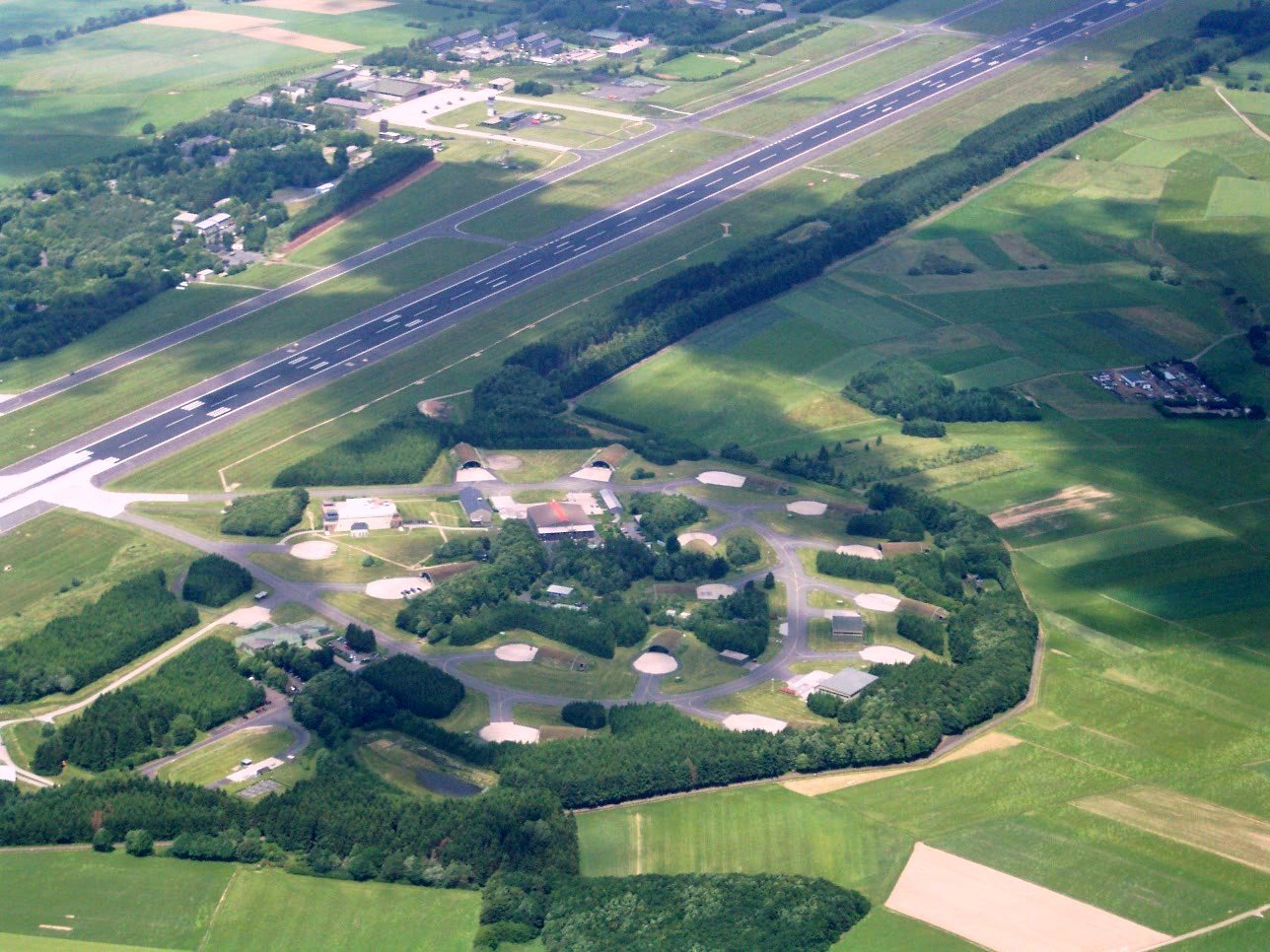
Fliegerhorst Büchel

Büchel ist eine Ortsgemeinde im Landkreis Cochem-Zell in Rheinland-Pfalz. Der Ort gehört der Verbandsgemeinde Ulmen an.

## Geographie
Zu Büchel gehören auch die Wohnplätze Büchelermühle und Haykreuzerhof.

## Klima
Der Jahresniederschlag beträgt 877 mm.

## Geschichte
1141 wird das auf dem Gebiet der heutigen Gemeinde Leienkaul liegende Martental, das fast unmittelbar an die heutige Gemeindegrenze anschließt, erstmals urkundlich als Mönchskloster erwähnt. Um das Jahr 1238 wird ein Hof zu Morschweiler erwähnt. 1476 begaben sich die Hochgerichtsinsassen von Alflen (einschließlich Georgsweiler und Morschweiler) unter die Kurtrierer Landeshoheit. 1794 erfolgte die Besetzung durch französische Revolutionstruppen. 1815 wurden die Orte auf dem Wiener Kongress dem Königreich Preußen zugeordnet. 1873 wurde Büchel Pfarrei, zu Büchel gehören die Siedlungen Georgsweiler und Morschweiler. Seit 1946 ist Büchel Teil des damals neu gebildeten Landes Rheinland-Pfalz.
2012 waren 84,7 Prozent der Einwohner katholisch und 5,7 Prozent evangelisch. Die übrigen gehörten einer anderen Religion an oder waren konfessionslos.

## Politik

### Ortsbürgermeister
Tino Pfitzner wurde am 24. Juni 2019 Ortsbürgermeister von Büchel. Da sich für die Direktwahl am 26. Mai 2019 kein Kandidat gefunden hatte, oblag die Neuwahl des Bürgermeisters gemäß Gemeindeordnung dem Rat. Dieser wählte auf seiner konstituierenden Sitzung Tino Pfitzner zum Ortsbürgermeister. Bei der Direktwahl am 9. Juni 2024 wurde er ohne Gegenkandidaten mit 93,2 % der Stimmen in seinem Amt bestätigt.
Pfitzners Vorgänger Willi Rademacher hatte das Amt zehn Jahre ausgeübt.

### Wappen
| Wappen von Büchel | Blasonierung: „Durch eine eingeschweifte Spitze bis zum Schildhaupt, darin in Silber sieben schwarze Kreuzchen, gespalten; vorne in Grün ein silberner Turm wachsend; hinten in Rot ein silbernes Säulenkreuz mit aus dem Rand wachsendem Sockel.“ |
| Wappen von Büchel | |

## Wirtschaft und Infrastruktur
Der Fliegerhorst Büchel wurde westlich der Gemeinde nach dem Zweiten Weltkrieg von der französischen Besatzungsarmee gebaut und 1955 an den Bund übergeben. In den Bunkern des Standortes Büchel werden etwa 20 US-Atomwaffen des Typs B61 gelagert. Seit Juli 2007 ist der Fliegerhorst damit der einzige Standort in Deutschland, an dem sich Atomwaffen befinden.
Im Ort gibt es einen Kindergarten, eine Grundschule und eine Turnhalle.
Durch Büchel führt die Bundesstraße 259.

## Persönlichkeiten

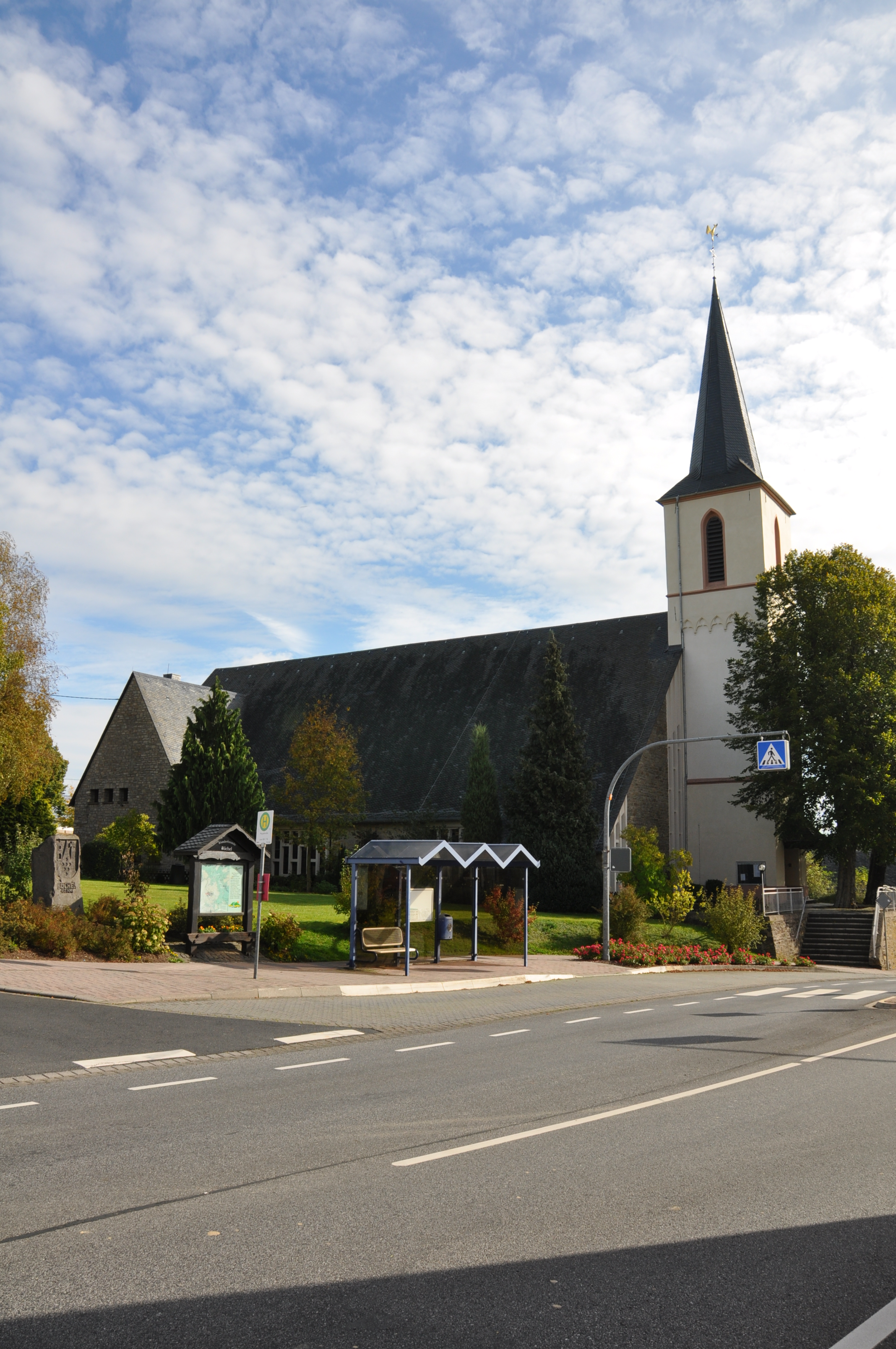
St. Simon und Juda

- Hermann Nebel (1816–1893), deutscher Architekt und Stadtbaumeister in Koblenz. Erbaute 1859–1863 die katholische Kirche St. Simon und Juda in Büchel (bis auf den Turm 1957 abgerissen und neu erbaut).